# Kurt Bigler
Kurt Bigler, geborener Kurt Bergheimer, (* 13. Dezember 1925 in Mannheim; † 18. Juli 2007 in Lausanne) war ein deutsch-schweizerischer Pädagoge.

## Leben
Kurt Bergheimer lebte mit seinen Eltern Josef und Emilie Bergheimer-Bloch in Mannheim, wo er das Realgymnasium besuchte, bis ihm nach der Machtübergabe an die Nationalsozialisten mit der Judenverfolgung in Deutschland im Jahr 1937 der Besuch der öffentlichen Schule untersagt wurde. Er besuchte fortan die für die Kinder der jüdischen Gemeinde eingerichtete Schule. Im Oktober 1940 wurden die Juden Südwestdeutschlands im Rahmen der Wagner-Bürckel-Aktion in das Konzentrationslager Gurs nach Südfrankreich deportiert. Das Lager wurde im März 1941 in das Konzentrationslager Rivesaltes verlegt, aus dem er im Oktober 1941 mit Hilfe des französischen Widerstands und des Œuvre de secours aux enfants (OSE) nach Schloss Chaumont an der Loire ausgeschleust werden konnte. Seine Eltern wurden am 8. August 1942 in das Sammellager Drancy und anschließend in das Vernichtungslager Auschwitz deportiert und dort ermordet.
Nach einem Fussmarsch quer durch Frankreich gelangte Bergheimer im Oktober 1942 bei Genf über die grüne Grenze in die Schweiz. Er lebte zunächst im Arbeitslager für jugendliche Flüchtlinge in Davesco im Tessin und kam von dort in das Arbeitslager Hasenberg im Kanton Aargau. Nach Kriegsende konnte er mit Hilfe des Verbandes Schweizerischer Jüdischer Fürsorgen (VSJF) eine Handelsschule in Zürich besuchen.
Der verwaiste Kurt Bergheimer erkrankte schwer und wurde 1954 von der Lehrerin Berta Bigler aus Wabern bei Bern adoptiert. Er holte die Maturität am Humboldtianum in Bern nach und studierte Geschichte und Deutsch an der Universität Bern. Er wurde 1954 bei Werner Näf promoviert und arbeitete nach der Lehramtsprüfung als Sekundarlehrer in Ins im Kanton Bern. Er engagierte sich als Gemeinderatsvertreter für die Sozialdemokratische Partei und war auch als Laienrichter am Gericht des Amtes Erlach tätig.
Bigler erhielt nach zweimaligem Anlauf dank des Einsatzes von Freunden und des Bundesrates Max Weber das Schweizerbürgerrecht.
1959 heiratete er die Juristin Margrith Eggenberger, die 1974 als erste Frau zur Bundesrichterin gewählt wurde. 1965 wurde er an das Lehrerseminar Rorschach gewählt und lehrte dort Deutsch, Geschichte und Französisch bis zu seiner Pensionierung im Jahre 1990. Am Bezirksgericht Rorschach war er wieder Laienrichter. Danach wirkte er bis 2002 ehrenamtlich in Lausanne als Journalist für die Schweizerische Zentralstelle für Alkohol- und andere Drogenfragen (SFA/ISPA).
Bigler verfügte testamentarisch die Einrichtung eines Fonds, aus dem der Dr.-Kurt-Bigler-Preis finanziert wird. Der Preis, der Arbeiten und Projekte fördern soll, die sich mit den Ursachen des Holocaust und seinen Folgen, dem Antisemitismus oder dem Rassismus befassen, wurde seither von TAMACH, der psychosozialen Beratungsstelle für Holocaustüberlebende und ihre Nachkommen, vergeben und wird ab 2014 von der Pädagogischen Hochschule Zürich betreut.

## Schriften
- Bismarck und das Legitimitätsprinzip bis 1862. Keller, Winterthur 1955. (Diss. Phil. Bern, 1955.)
- The Deportation testimony. Autobiografisches Material bei United States Holocaust Memorial Museum